# Annette Carrion
Annette Carrion (Irvine (California), 1984 - Condado de Riverside, 31 de marzo de 2018) fue una influencer de instagramer y motera estadounidense. 
Carrion era una de los seis hijos de Fernando and Sofia (Anguiano) Carrion y aprendió a hablar castellano gracias a su padre. Empezó en el mundo de las redes sociales desde 2010 y se hizo muy conocida por sus historias relacionadas con el mundo de las motos. En Instagram, llegó a tener más de 150.000 seguidores. De hecho, era una de las tres fundadoras el club de mujeres motoristas RedLine Ravens.
El 31 de marzo de 2018, Carrion circulaba con una Triumph Street Triple R 2015 por la Autopista California 74 (conocida por Autopista Ortega) muy cerca del Lago Elsinore, considerada como una de las más peligrosas de California para los motoristas. Según el atestado circulaba a más de 120 kilómetros por hora, cuando el límite era de 74, cuando se salió de una curva y se precipitó al barranco, muriendo en el acto.